# Still Life (Opeth)
Still Life is het vierde studioalbum van de Zweedse metalband Opeth.
Net als My Arms, Your Hearse is Still Life een conceptalbum, het verhaal gaat over een man die verbannen is omdat hij niet het christelijk geloof van zijn dorp aanhangt; het verhaal volgt de man in zijn zoektocht naar zijn voormalige liefde. In tegenstelling tot de vorige drie albums bevat Still Life weinig elementen uit de black metal, wel komen er meer jazzy elementen naar voren. Ook bevat het album met Face of Melinda een ballad en met Benighted een volledig akoestisch nummer met een lineaire liedstructuur.
Het was het eerste album van Opeth met Martin Mendez als basgitarist. Hij verving Johan De Farfalla.

## Nummers
1. "The Moor" (11.26)
2. "Godhead's Lament" (9.47)
3. "Benighted" (5.00)
4. "Moonlapse Vertigo" (9.00)
5. "Face of Melinda" (7.58)
6. "Serenity Painted Death" (9.13)
7. "White Cluster" (10.02)

## Bezetting
- Mikael Åkerfeldt - zang, leadgitaar, slaggitaar
- Peter Lindgren - leadgitaar, slaggitaar
- Martin Mendez - basgitaar
- Martin Lopez - drums, percussie